# 女儿冢
女儿冢，本名鸳鸯冢，是程砚秋首演于1923年7月4日的一出流派新编剧目。

## 简介
由罗癭公创作编写，故事讲述了太原少年谢招郎代姐赴东村姐丈杨四郎家取钱，寄寓王道平家，识得其妹王五姐。两厢爱慕，私定婚约。谢返家后不敢明告其母，恳姐代陈，姐因事遗忘。五姐在家久候无讯，恹恹成病。其嫂觅人带信，又被谢母察知，责子私定婚姻，禁锁楼中。招郎夜间坠楼，奔至王家。五姐病不能起，与谢招郎诀别而亡。谢招郎亦殉情而死，死后二人合葬一处称为‘鸳鸯冢’。

## 评价
程砚秋自称鸳鸯冢是一出伟大的爱情悲剧。向世人宣告了一个不告而取的爱情悲剧，美好的事物被毁灭，使人们更加诅咒痛恨扼杀美好事物的黑暗制度。